# Holden Beach
Holden Beach – miasto w Stanach Zjednoczonych, w stanie Karolina Północna, w hrabstwie Brunswick.